# Статистички смисао другог принципа термодинамике

## Процеси претварања енегрије
Први принцип термодинамике, по којем се доведена топлота троши на повећање унутрашње енергије и вршење рада (ΔǪ = ΔU + A), не говори ништа о смјеру одвијања природних процеса. У њему се само тврди да, у било којем процесу, укупна енергија мора остати сачувана.
За разлику од првог, други принцип термодинамике има више еквивалентних начина исказивања. Једна од најстаријих формулација гласи: Топлота спонтано може прелазити само са тијела које има више температуру на тијело које има нижу температуру. Обрнут процес не може се вршити спонтано. За такве процесе потребни су специјални уређаји.
Унутрашња енергија се претвара у рад на тај начин што прелази са тијела више температуре на тијело ниже температуре, али никада потпуно. Топлотне машине не преносе сву енергију. Машина која би, хипотетички, могла то да постигне, зове се Перпетуум мобиле друге врсте.

## Неповратни процеси
При релативном кретању два тијела, уз присуство силе трења, долази до неповратног преласка енергије уређеног кретања тијела као цјелине у енергију хаотичног кретања честица од којих се састоји тијело. Најбољи примјери неповратних процеса су истицање гасова и дифузија.
Као што камен који је пао на земљу никада неће поново скочити у вис на рачун енергије топлотног кретања својих честица, тако ни процесом дифузије помијешани гасови не показују ни најмању тежњу ка раздвајању.

## Хаотично кретање честица
Топлотне процесе и њихову усмјереност није могуће разумјети на основу закона механике, јер су сви механички процеси повратни, тј. могу да теку у супротном смјеру.
Према томе, при кретању великог скупа честица, долазе до изражаја закони који се не могу свести на законе механике. Ти закони имају статистички карактер и могу се разумјети уз помоћ теорије вјероватноће. Једно макроскопско стање се може изградити од много микроскопских стања. Највећи број микроскопских стања одговара равнотежном стању, тј. стању у којем су сви параметри једнаки. Ако се као један од тих параметара узме концентрација молекула у гасу, онда ће највише микростања бити у оној ситуацији у којој је концентрација молекула једнака у свим дијеловима система. Нека гас има n молекула. Теорија вјероватноће показује да могу бити размјештени у двије половине посуде на 2^n начина. При томе, само у два случаја, су све молекуле смјештене у једној половини суда. У случају да је n=4, постоји 16 могућих комбинација, од којих су само двије такве да су све молекуле у једној половини посуде. То значи да ће вјероватноћа спонтаног скупљања гаса састављеног од 4 молекуле бити 2:16, односно 1:8. Систем ће, дакле, у времену од 8 секунди, бити у просјеку једну секунду у таквом стању да су све молекуле у једној половини посуде. Пошто број молекула у једном молу има исту вриједност као Авогадров број, вјероватноћа таквог стања постаје занемарљиво мала.
Ако је гас у почетку био затворен у једној половини посуде, онда након подизања преграде долази до спонтаног ширења гаса на цјелокупну запремину. Према томе, природни процеси се одвијају од стања са мањом вјероватноћом ка стању са већом вјероватноћом. Процес претварања механичке у унутрашњу енергију је процес претварања усмјереног кретања у хаотично кретање.

## Различита тумачења
Тумачења да сви системи у неживој природи теже ка преласку у стање што веће хаотичности, јер је оно највише вјероватно, је прво статистичко тумачење појма ентропија, које је донио Лудвиг Болцман. Осим њега, неки физичари друге половине деветнаестог вијека, међу њима Клаузијус и Томсон, бавећи се другим принципом, долазе на идеју о „топлотној смрти васионе“. Они долазе до закључка да ће, током времена, све температурне разлике нестати и да ће настати „апсолутни мир“, гдје се ништа неће кретати нити живјети. Прво побијање хипотезе о „топлотној смрти васионе“ дао је Енгелс користећи општи закон одржања енергије. Она не може нестати, само се може претворити из једног облика у други. === 
Захваљујући дјеловању гравитационих сила, материја у космосу не може бити хомогено распоређена, већ мора постојати одређена хетерогеност-рјеђа и гушћа мјеста (планете, звијезде, галаксије).
Други закон термодинамике исказује спонтану усмјереност молекуларних процеса од мање вјероватних ка више вјероватним.